# Бичоку, Теки
Теки Бичоку (алб. Teki Isak Biçoku; 1926 — 2009) — албанский учёный-геолог, профессор; был членом и президентом Академии наук Албании.

## Биография
Родился 6 июня 1926 года.
Учился в начальной школе города Эльбасан в 1932—1937 годах, после чего продолжил обучение в школе Shkolla Normale (ныне университет Aleksandër Xhuvani Universitet) этого же города. Затем учился в технической школе города Корча (1942—1943) и в Тиране (1946—1947). В 1943—1944 годах Бичоку участвовал в войне с оккупантами, а после освобождения Албании, в 1944—1946 годах, служил в народной армии в качестве курьера.
Своё образование продолжил в институте нефти и газа им. И. М. Губкина в Москве (1948—1953), который окончил 20 марта 1953, получив специальность «инженер-геофизик». Работал инженером-геофизиком сейсморазведочной экспедиции в городе Фиери, затем в 1955 году был назначен начальником геологического отдела Главного управления геологии в Тиране. В 1957 году стал вице-президентом и главным геологом Государственной комиссии по геологии и впоследствии — начальником Главного управления геологии Министерства шахт и геологии. По состоянию на 1 апреля 1966 года Теки Бичоку был назначен генеральным директором по геологии Министерства промышленности и шахт. В середине 1970-х годов попал в немилость и с 1975 по 1977 годы работал как инженер-геофизик сейсморазведочной экспедиции сейсмо-гравиметрического предприятия в Фиери, где был арестован. Был приговорён к 20 годам тюрьмы по обвинению в саботаже, враждебной агитации и пропаганде. В тюрьме пробыл одиннадцать с половиной лет и освободился 16 декабря 1988 года. 25 сентября 1991 года пленум Уголовной коллегии Верховного суда Албании, определил, что профессор Теки Бичоку в выше указанных обвинениях не виноват и он был реабилитирован.
После этого Бичоку занимался научной деятельностью, получив 5 апреля 1965 года степень доктора наук, а 27 апреля 1970 года стал профессором. 22 января 1973 года он стал членом Академии наук Албании, а 3 сентября 2008 года — членом Европейской Академии наук и искусств. В период с 22 февраля 2008 года по 23 февраля 2009 года Бичоку был президентом Албанской академии наук.
Умер 21 ноября 2009 года.
Был удостоен ряда албанских наград: медаль Памяти и медаль Освобождения (1946), медаль Отваги (1953) и медаль 60-летия освобождения Родины (2004); ордена Труда 2-го и 1-го классов (1957 и 1962), орден Республики 1-й степени (1970); титул Великого магистра (2001).